# Blasse Breitkopfotter
Die Blasse Breitkopfotter (Hoplocephalus bitorquatus) ist eine Schlangenart aus der Familie der Giftnattern (Elapidae) und zählt zur Gattung der Breitkopfottern (Hoplocephalus).

## Merkmale
Es handelt sich um eine Schlange mit schlankem Körperbau, die eine Gesamtlänge zwischen 50 und 100 cm erreicht. Der Kopf ist breit und deutlich vom Hals abgesetzt. Die Augen sind mäßig groß und bräunlich, die Pupillen werden von einem orangen Rand begrenzt. Die Grundfarbe des Körpers ist grau oder braun. Den Nacken zeichnet ein weißes bis graues Band. Der Kopf ist hellgrau, mit einer Reihe dunkler Flecken entlang der Schläfenregion und auch am Hinterkopf am Rande des charakteristischen weißen Nackenstreifens. Die Lippen sind cremefarben und mit grauen oder schwarzen Balkenflecken gezeichnet. Die Bauchseite ist cremefarben oder gräulich und zeigt manchmal ebenfalls schwarze Flecken. Die Ventralschilde sind gekielt, was eine Anpassung an die kletternde Lebensweise darstellt. Die Dorsalschuppen sind matt oder leicht glänzend und umgeben den Körper in 19 bis 21 Reihen. Es sind 190 bis 225 Ventralschilde vorhanden. Sowohl das Analschild als auch die Unterschwanzschilde sind ungeteilt.

## Verbreitung
Die Blasse Breitkopfotter ist eine in Australien endemische Art und kommt vom Nordosten Queenslands südwärts bis in den Nordosten von New South Wales vor, wobei das Areal von der Küste westwärts bis in das angrenzende Landesinnere reicht. Besiedelte Lebensräume sind feuchte und trockene Hartlaubwälder und andere Waldtypen, etwa offen Callitris-Bestände. Wichtige Strukturen der Lebensräume sind alte und abgestorbene Bäume mit Baumhöhlen und abblätternder Rinde.

## Gefährdung und Schutz
In einigen Gegenden, etwa in bestimmten Eucalyptuswäldern, kann die Art häufig angetroffen werden. Es gibt lokal, etwa in südöstlichen Teil des Verbreitungsgebiets, Bestandsrückgänge. Die Gesamtpopulation der Art wird jedoch nicht zuletzt aufgrund des großen Verbreitungsgebietes als nicht gefährdet eingestuft. Bedrohungen für Populationen der Blassen Breitkopfotter können aus Rodung und Fragmentierung von Lebensräumen, Entfernen geeigneter Habitatbäume (abgestorbene oder hohle Bäume) und zu häufiges Abbrennen (Zerstörung von Habitatbäumen und der Unterholzvegetation) resultieren. Lokal kann das illegale Absammeln von Tieren zu Bestandseinbrüchen führen. Weiterhin stellt die eingeführte, invasive Agakröte eine potentielle Bedrohung dar, jedoch scheint ihr Vorkommen im Habitat nicht zum dortigen Aussterben der Blassen Breitkopfotter zu führen. Die Blasse Breitkopfotter wird in New South Wales als gefährdet (National Parks and Wildlife Act 1974) und in Queensland als wenig gefährdet (Nature Conservation Act 1992) geführt. Es gibt Populationen der Art in einer Vielzahl von Schutzgebieten und Nationalparks. Die Bestände in New South Wales liegen zu 23 Prozent in geschützten Arealen.

## Lebensweise
Die Blasse Breitkopfotter führt eine arboreale, also baumbewohnende und kletternde, Lebensweise und ist vorwiegend nachtaktiv. Sie versteckt sich in toten oder hohlen Bäumen und unter Baumrinde, wo die Tiere mehrere Monate lang ausharren können. Dies verringert die Wahrscheinlichkeit für den Kontakt zu Raubtieren und wird zudem als Maßnahme zum Sparen von Energie angesehen. Auch die Unterholzvegetation wird als Lebensraum genutzt und bietet der Schlange Schutz. Zum Beutespektrum zählen in erster Linie Froschlurche wie australische Laubfrösche, die etwa 77 Prozent des Spektrums ausmachen. Jedoch werden auch Echsen wie Geckos und Skinke und kleine Säugetiere, einschließlich Fledermäuse, erbeutet. Die Blasse Breitkopfotter geht nachts aktiv auf Beutesuche, erbeutet jedoch vermutlich tagsüber auch zufällig am oder im Unterschlupf auftauchende Beutetiere. Bei Störung und Bedrohung kann die Blasse Breitkopfotter ein aggressives Abwehrverhalten an den Tag legen. Grundsätzlich ist die Art scheu, wird in die Enge getrieben jedoch nervös. Sie legt in Abwehrhaltung den Kopf und Hals in eine S-förmige Schleife, der Kopf wird abgeflacht und dem Eindringling zugewandt, gegebenenfalls mit leicht geöffnetem Maul. Bei weiterer Annäherung stöst das Tier unter Umständen ohne Zögern und in einer Abfolge mehrerer schneller Bisse zu.

### Fortpflanzung
Die Fortpflanzungsbiologie wurde überwiegend in Gefangenschaft studiert. Beim Balzverhalten reibt das Männchen seinen Körper am Weibchen und wedelt hektisch mit seinem Schwanz. Paarungen wurden im Frühjahr (September), Sommer (Februar) und Herbst (März, Mai) beobachtet. Die Kopulation findet nachts statt und dauer mehrere Stunden. Die Fortpflanzung erfolgt durch Ovoviviparie, also ei-lebendgebärend. Ein Wurf kann dabei zwischen 2 und 11 Jungtiere umfassen, die bei der Geburt etwa 26 bis 27 cm lang sind. Untersuchungen an Museumsexemplaren legen nahe, dass männliche Tiere bei einer Kopf-Rumpf-Länge von 36,2 cm und weibliche bei 38,4 cm die Geschlechtsreife erreichen. Die durchschnittliche Kopf-Rumpf-Länge trächtiger Weibchen lag bei 51,2 cm. In Gefangenschaft scheinen sich die Weibchen auch bei regelmäßiger Fütterung nur jedes zweite Jahr fortzupflanzen. Man geht davon aus, dass auch in freier Wildbahn keine jährliche Fortpflanzung stattfindet.

## Taxonomie
Die wissenschaftliche Erstbeschreibung erfolgte im Jahr 1859 durch Georg Jan unter der Bezeichnung Alecto bitorquata. Das Epitheton  „bitorquata“ bedeutet sinngemäß „zweifarbig“ und bezieht sich auf die Kopffärbung der Art. Es werden keine Unterarten aufgeführt. Folgende Synonyme sind bekannt:
- Alecto bitorquata Jan 1859; Holotypus: SMF 20533, Typuslokalität fälschlicherweise mit Sydney angegeben
- Hoplocephalus sulcans De Vis 1884; Syntypus: vermutlich verloren, aus Mitchell, Queensland.
- Hoplocephalus waitii Ogilby 1894; Holotypus: AM 6590, unbekannter Fundort
- Hoplocephalus bitorquatus – Boulenger 1896
- Denisonia angulata De Vis 1905; Holotypus: QM J194, aus Queensland
- Denisonia revelata De Vis 1911; Holotypus: QM J2957, von Stannary Hills, Queensland
- Hoplocephalus bitorquatus – Cogger 1983; Welch 1994; Cogger 2000; Wilson & Swan 2010; Wallach et al. 2014; Mirtschin et al. 2017

## Schlangengift
Die Art besitzt einen Giftapparat und setzt ihr Gift zum Beuteerwerb und zur Verteidigung ein. Bissunfälle mit dem Menschen sind als potentiell lebensbedrohlich zu betrachten. Bisweilen sind keine Todesfälle beim Menschen durch diese Art dokumentiert. Bei einem Giftbiss können etwa 1,66 mg (Trockengewicht) Giftsekret abgegeben werden. In 20 bis 40 Prozent der Bissunfälle tritt eine Vergiftung auf. Das Toxingemisch der Blassen Breikopfotter enthält insbesondere Prokoagulantien, also Substanzen, die den Gerinnungsfaktor Prothrombin in seine aktive Form überführen. Dies führt zu einer Aktivierung der Blutgerinnung. Neurotoxische und myotoxische Bestandteile sind vermutlich im Gift der Art enthalten, spielen jedoch klinisch eine untergeordnete Rolle. Nach Giftbiss können lokal an der Bissstelle Schmerzen und Schwellungen auftreten, eine Nekrosebildung ist jedoch unwahrscheinlich. Neben unspezifischen Allgemeinsymptomen steht insbesondere die Gerinnungssymptomatik im Vordergrund. Durch Aufbrauch von Gerinnungsfaktoren kann sich eine Verbrauchskoagulopathie einstellen. Neben den Laborbefunden äußert sich diese unter Umständen durch Blutungen aus verschiedenen Körperöffnungen. Eventuell auftretende Schädigungen der Niere sind vermutlich ein sekundärer Effekt. Neben der symptomatischen Therapie ist die Gabe von Antivenin (CSL Tiger Snake AV) die wichtigste therapeutische Maßnahme, unter Umständen sind mehrere Dosen des Antiserums erforderlich.